# Ockergelber Blattspanner

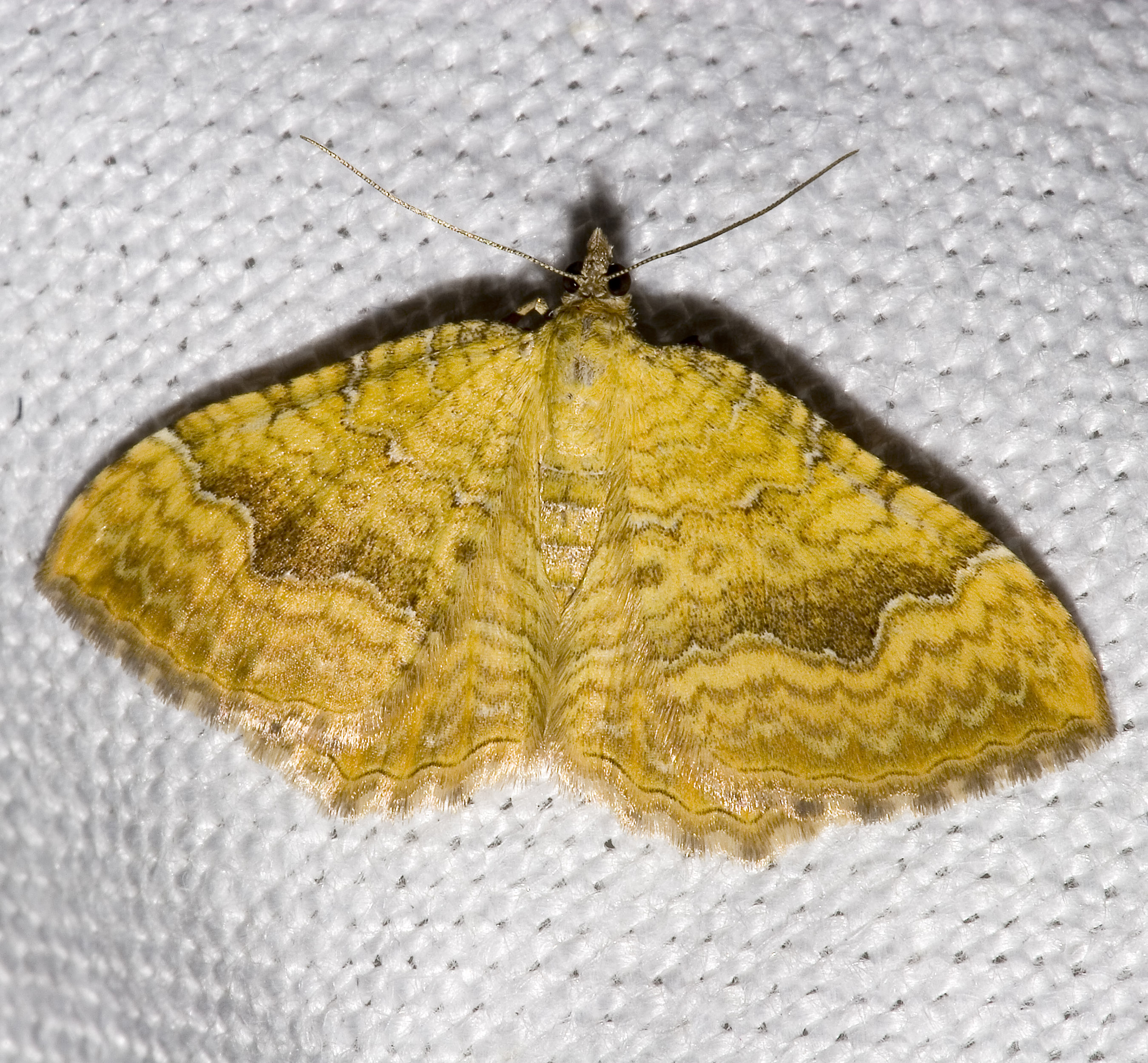
Ockergelber Blattspanner

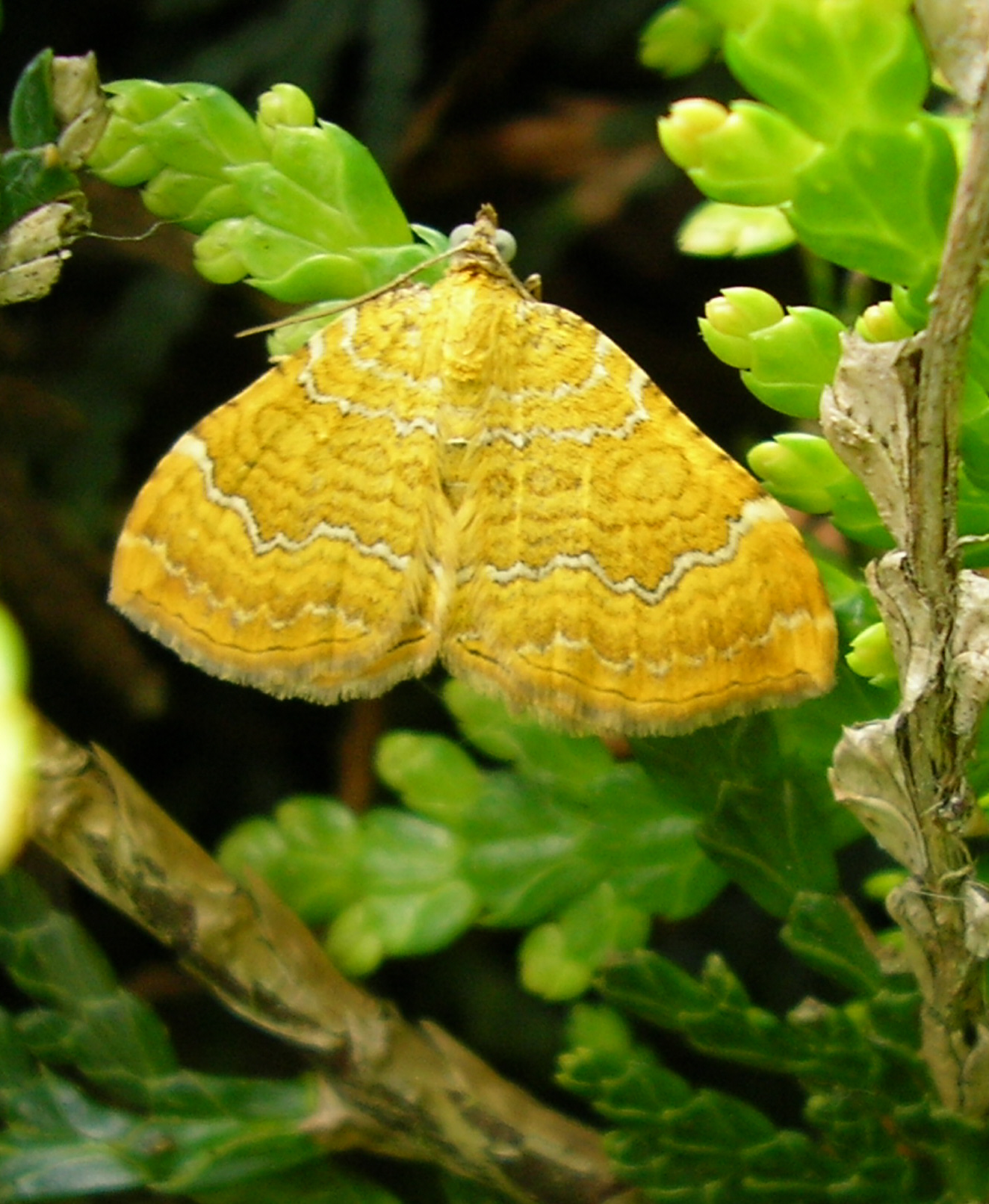
Ockergelber Blattspanner

Der Ockergelbe Blattspanner (Camptogramma bilineata), oft auch Wellenspanner genannt, ist ein Schmetterling (Nachtfalter) aus der Familie der Spanner (Geometridae). Er wird auch als Löwenzahnspanner oder Brennnesselspanner bezeichnet.

## Merkmale
Die Flügelspannweite beträgt etwa 20 bis 30 Millimeter. Die Grundfarbe der Vorder- und Hinterflügel ist gelb bis ockerbraun. Auch graubraun aufgehellte Tiere werden gelegentlich beobachtet. Vorder- und Hinterflügel sind von braunen oder weißen gezackten Querlinien bedeckt. Meist sind es drei oder vier deutliche weiße Querlinien, die von einer schwarzen Linie gesäumt sein können. Die durchgehende Saumlinie ist schwarz und gewellt. Durch die weißen und dunklen Querlinien kann er mit keiner anderen Art verwechselt werden.
Die gelblichen Eier sind rund, lediglich am Pol etwas abgeflacht. Die Oberfläche zeigt ein großflächiges Maschenwerk. Auf den Kreuzungspunkten sitzen Warzen.
Die Raupen sind grünlich bis leicht bräunlich mit deutlichen Segmenteinschnitten. Die Rückenlinie ist dunkler als die Körperfarbe. Die Seitenlinie ist dagegen oft heller. Der Kopf ist meist hellbraun und verhältnismäßig klein.
Die Puppe ist rotbraun mit einem kurzen Kremaster, bestehend aus zwei kleinen Borsten. Der Thoraxbereich und die Flügel haben einen bräunlich-grünlichen Farbton.

## Lebensweise
Der Ockergelbe Blattspanner fliegt in zwei Generationen von Mitte Mai bis Mitte Juli und von Mitte Juli bis Ende September. Die zweite Generation kann in klimatisch ungünstigen Gegenden partiell sein. Die Falter sind tagaktiv, fliegen aber auch in der Dämmerung oder nachts und kommen ans Licht. Sie saugen an Blüten. Zu den Nahrungspflanzen der Falter gehören:
- Gewöhnlicher Wasserdost (Eupatorium cannabinum)
- Besenheide (Calluna vulgaris)
- Flatter-Binse (Juncus effusus)
- Land-Reitgras (Calamagrostis epigeios)
- Pastinak (Pastinaca sativa)
- Kanadische Goldrute (Solidago canadensis)
- Greiskraut (Senecio spec.)
- Deutsches Weidelgras (Lolium perenne)
- Italienisches Raygras (Lolium multiflorum)
- Schmetterlingsflieder (Buddleja davidii)

Die Raupen fressen an den verschiedensten Pflanzen, wie z. B.:
- Straußblütiger Sauer-Ampfer (Rumex thyrsiflorus)
- Kriechende Hauhechel (Ononis repens)
- Sonnenröschen (Helianthemum spec.)

Die Raupen überwintern. Sie verpuppen sich dann im Frühjahr in der Erde.

## Habitat
Die Art zeigt keine Präferenzen für spezielle Biotope. Sie fliegt sowohl im Wald- und Offenland, als auch an feuchten und trockenen Stellen. An krautreichen Waldsäumen konnte aber eine höhere Dichte an Faltern festgestellt werden. In den Alpen kommt sie bis in 1.600 Meter Höhe vor. Er ist häufig anzutreffen, jedoch auch von Jahr zu Jahr in sehr unterschiedlichen Zahlen.

## Verbreitung
Der Ockergelbe Blattspanner ist von Nordafrika und der Iberischen Halbinsel über West- und Mitteleuropa einschließlich der Britischen Inseln bis zum Altai im Osten verbreitet. Im Norden erstreckt sich das Verbreitungsgebiet bis ins nördliche Fennoskandien, im Süden bis Malta. Die Süd-West-Ausdehnung des Verbreitungsareals umfasst das westliche Mittelmeer, die Balkanländer sowie Kleinasien, Nordiran und Turkmenistan.

## Systematik
Der Ockergelbe Blattspanner wurde erstmals 1758 von Carl von Linne als Phalaena bilineata beschrieben und besitzt zahlreiche Synonyme. Die Art wird heute in mehrere Unterarten unterteilt.

### Synonyme
- Camptogramma anaemica Kautz, 1922
- Camptogramma balearica Schawerda, 1922
- Camptogramma bicolor Lempke, 1950
- Camptogramma bilineata subsp. bohatschi (Aigner, 1902)
- Camptogramma bohatschi Aigner-Abafi, 1902
- Camptogramma brunneainfuscata Silbernagel, 1943
- Camptogramma brunneata Kautz, 1922
- Camptogramma bubaceki Kautz, 1922
- Camptogramma coffeata Kautz, 1922
- Camptogramma confusaria Staudinger, 1870
- Camptogramma confuscaria Prout, 1914
- Camptogramma cuneata Osthelder, 1929
- Camptogramma fasciata Lempke, 1950
- Camptogramma flavobrunnea Lempke, 1950
- Camptogramma fuscofasciata Meves, 1914
- Camptogramma hibernica Tutt, 1902
- Camptogramma illineata Prout, 1914
- Camptogramma infuscata Gumppenberg, 1890
- Camptogramma insignata Kautz, 1922
- Camptogramma isolata Kane, 1896
- Camptogramma margaritata Kautz, 1922
- Camptogramma mixta Lempke, 1950
- Camptogramma notabilis Burrau, 1950
- Camptogramma pacanagliensis Loritz, 1952
- Camptogramma phaeotaeniata Kautz, 1922
- Camptogramma prillingeri Kautz, 1923
- Camptogramma slabyi Komárek, 1950
- Camptogramma stygiata Kautz, 1922
- Camptogramma subgriseata Staudinger, 1892
- Camptogramma subillineata Strand, 1920
- Camptogramma testaceolata Staudinger, 1871
- Camptogramma unidentaroides Strand, 1920
- Camptogramma uniformis Kautz, 1922
- Camptogramma virgata Hawkins, 1925
- Camptogramma wettsteini Rebel, 1936
- Cidaria bilineata (Linnaeus, 1758)
- Larentia bilinearia Boisduval, 1840
- Larentia bilineata (Linnaeus, 1758)
- Larentia musauria Freyer, 1856
- Phaesyle bilinearia (Boisduval, 1840)
- Phalaena bilineata Linnaeus, 1758
- Phalaena brocatella Geoffroy, 1785
- Phalaena dumetata Schrank, 1802

### Unterarten
- Camptogramma bilineata subsp. araceneata (Bryk, 1940)
- Camptogramma bilineata subsp. atlantica (Staudinger, 1892)
- Camptogramma bilineata subsp. hibernica (Tutt, 1902)
- Camptogramma bilineata subsp. isolata (Kane, 1896)
- Camptogramma bilineata subsp. numidica (Rothschild, 1925)
- Camptogramma bilineata subsp. pallida (Prout, 1914)
- Camptogramma bilineata subsp. rhodoseata (Bryk, 1940)